# Museu de Dubrovnik
El Museu de Dubrovnik, o el Palau del Rector (en croat: Knežev dvor) és un palau de la ciutat de Dubrovnik que va servir com a seu del rector de la República de Ragusa entre el segle xiv i el 1808. També va ser la seu del Consell Menor i de l'administració estatal. A més, va albergar una armeria, un polvorí, la casa de vigilància i una presó. Actualment és un mausoleu amb habitacions moblades, pintures barroques i exposicions històriques. Està al costat de l'ajuntament de la ciutat. La ciutat té un altre museu anomenat Zitnica Rupe.

## Història

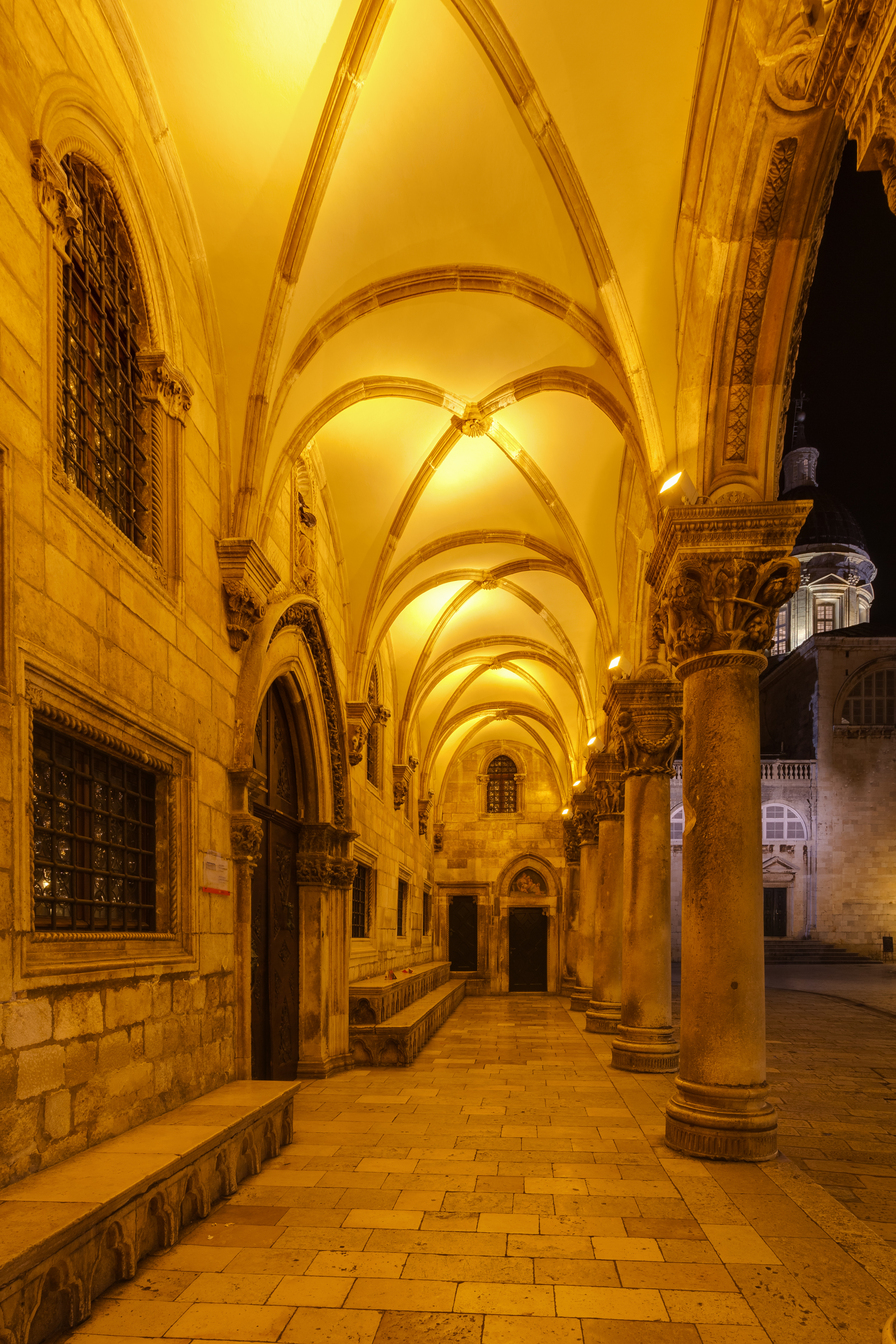
Vista nocturna de la porxada

El palau del rector va ser construït en estil gòtic, però també presenta elements renaixentistes i barrocs, que combinen harmoniosament aquests elements.
Originalment, a principis de l'edat mitjana, el lloc era un edifici de defensa. Va ser destruït per un incendi el 1435 i la ciutat va decidir construir un nou palau. El treball va ser ofert al mestre constructor Onofrio della Cava de Nàpols, que havia construït prèviament l'aqüeducte de la ciutat. Es va convertir en un edifici gòtic amb ornaments esculpits per Pietro di Martino de Milà. Una explosió de la pólvora emmagatzemada va fer malbé l'edifici el 1463. La renovació es va oferir a l'arquitecte Michelozzo de Florència, però va ser rebutjat en 1464 perquè els seus plans eren massa a l'estil del Renaixement.
Altres constructors van continuar el treball. Els capitells del pòrtic van ser reformats en estil renaixentista, probablement per Salvi di Michele de Florència. Es va continuar la reconstrucció a partir de 1467. L'edifici va patir danys del terratrèmol de 1520 i de nou el 1667. La reconstrucció es va fer a l'estil barroc. Es van afegir un tram d'escales i una campana a l'atri.
El 1638 el Senat va erigir un monument a Miho Pracat (per Pietro Giacometti de Recanati), un ric armador de Lopud, que havia llegat les seves riqueses a Dubrovnik.
El Departament de Història del Museu de Dubrovnik ha operat al palau des de 1872.